# Seysses
Seysses ist eine französische Gemeinde mit 10.167 Einwohnern (Stand 1. Januar 2022) im Département Haute-Garonne in der Region Okzitanien. Die Bewohner werden Seyssois, Seyssoises genannt.
Seysses liegt am Bewässerungskanal Canal de Saint-Martory sowie den Flüssen Ousseau und Saudrune und Roussimort, 19 Kilometer südlich von Toulouse und ist Teil der Aire urbaine de Toulouse (erweitertes Stadtgebiet). 
Pierre-Paulin Kardinal Andrieu (1849–1935), Erzbischof von Marseille und später Bordeaux, wurde in Seysses geboren.
Am 29. April 2012 verursachte ein mittelstarker Tornado einige Sachschäden im Ort.

## Bevölkerungsentwicklung
| Jahr                      | 1962 | 1968 | 1975 | 1982 | 1990 | 1999 | 2008 | 2017 |
| Einwohner                 | 1642 | 2229 | 3136 | 4221 | 5074 | 5753 | 7719 | 9055 |
| Quelle: Cassini und INSEE |      |      |      |      |      |      |      |      |

## Sehenswürdigkeiten

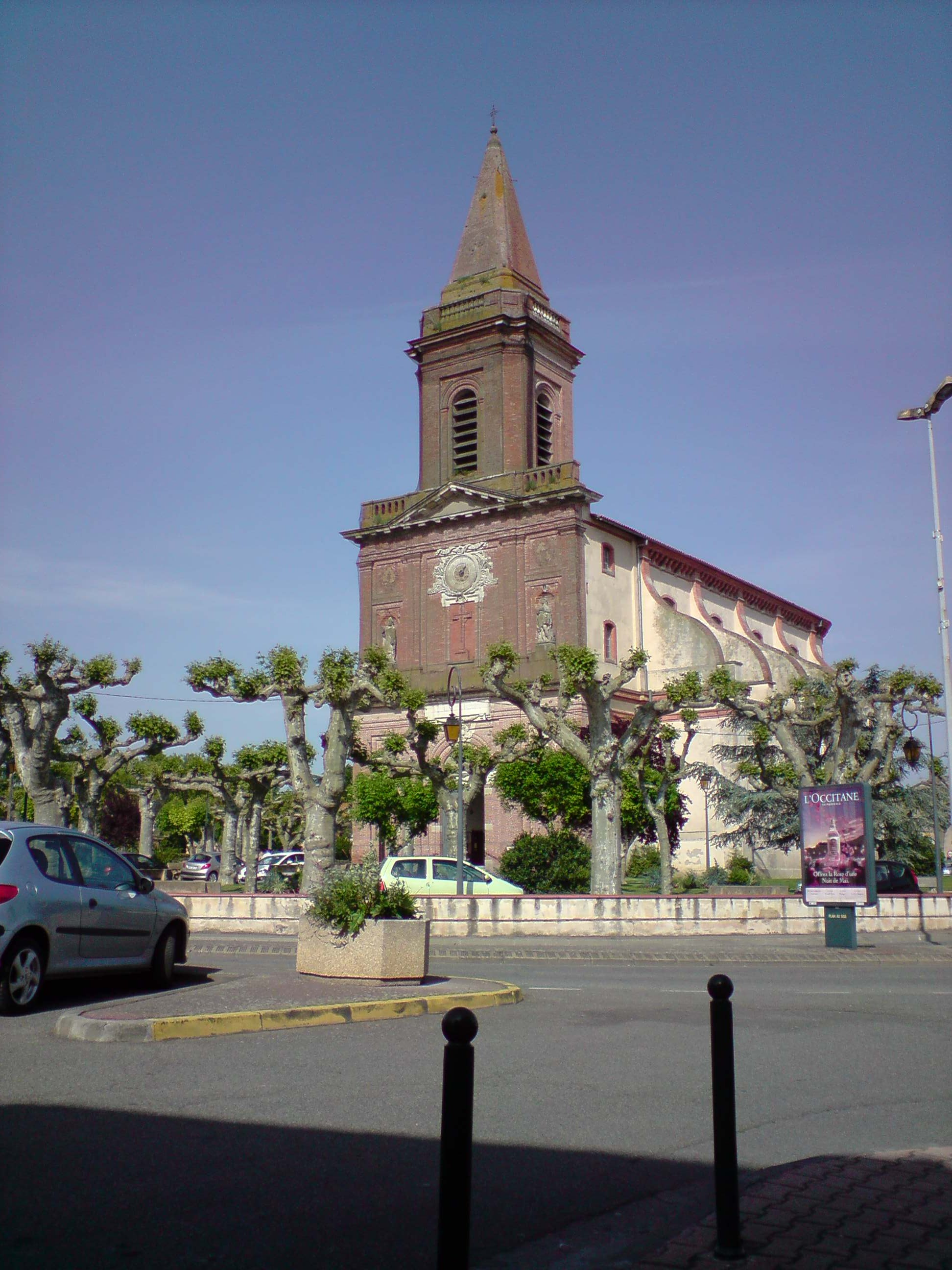
Pfarrkirche Saint-Blaise am Place de la Libération

Siehe: Liste der Monuments historiques in Seysses

## Maison d'arrêt de Seysses
Das Maison d'arrêt de Seysses (Gefangenenhaus) ist für Untersuchungshäftlinge und Straftäter, die zu maximal drei Jahren verurteilt sind, vorgesehen. Für zu längeren Haftstrafen Verurteilte ist es lediglich eine Durchgangsanstalt. Das Haus ist in zwei Objekte für Männer, eines für Frauen und eines für Jugendliche aufgeteilt und untersteht dem Berufungsgericht und dem Obergericht in Toulouse. Errichtet 2003, hat es Platz für 596 Häftlinge.